# Appomattox Court House
Appomattox Court House è un villaggio storico situato 5 km a Est di Appomattox, Virginia (poco più di 40 km a est di Lynchburg, nella parte meridionale dello Stato della Virginia), famoso per essere stato il luogo della battaglia di Appomattox Court House e per la casa di Wilmer McLean, in cui avvenne il 9 aprile 1865 la resa delle forze armate della Confederazione, guidate dal gen. Robert E. Lee, alle forze armate unioniste guidate dal gen. Ulysses S. Grant, che mise fine alla Guerra di secessione. Il sito è attualmente ricordato come Appomattox Courthouse National Historical Park, un Parco Nazionale Storico statunitense.

## Storia
Molte città delle Virginia sono sedi di contee al cui nome segue l'espressione "court house". La "court house" cittadina contempla la necessità di un cortile (courthouse) su cui s'affaccino altre costruzioni. Nella fattispecie una di queste costruzioni è la casa di McLean, che precedentemente era stata una taverna.
Dato che la prima battaglia di Bull Run combattuta il 21 luglio 1861, ebbe luogo in Virginia, un po' più a settentrione della casa di McLean, si può affermare che la Guerra di secessione sia partita nel cortile di McLean nel 1861 e sia finita nel suo salone nel 1865.
Wilmer McLean era un Maggiore in pensione della milizia della Virginia. Era troppo anziano per arruolarsi allo scoppio della Guerra Civile e decise così di spostarsi ad Appomattox Court House per sfuggire le ostilità in atto. Nondimeno, il 9 aprile 1865, la guerra tallonò McLean allorché il generale Robert Edward Lee si arrese al tenente generale Ulysses S. Grant nella sua abitazione. La sua casa fu usata anche il 10 aprile per l'incontro dei Commissari della Resa, oltre che nei pochi giorni seguenti, quando funse da Quartier Generale del mag. gen. John Gibbon dell'esercito federale statunitense.
I termini della resa furono: "Gli Ufficiali daranno la loro parola d'onore di non impugnare le armi contro il governo degli Stati Uniti fin quando esse non fossero state appropriatamente consegnate, e ogni comandante di compagnia o di reggimento avrebbe dato la sua parola per gli uomini posti ai suoi ordini", ... come pure non sarebbero state consegnate "le armi degli Ufficiali e neppure le loro cavalcature o i loro bagagli personali" e, dal momento che molti cittadini privati della Confederazione possedevano cavalli e muli, tutti i cavalli e i muli di proprietà dell'Esercito confederato sarebbero rimasti in loro possesso.
I McLeans lasciarono Appomattox Court House e tornarono nella proprietà della signora McLean a Prince William County, Virginia nell'autunno del 1867. Quando Wilmer McLean mancò di restituire alcuni prestiti, la banca di "Harrison, Goddin e Apperson" di Richmond intentò un procedimento a suo carico e la "Casa della Resa" fu messa pubblicamente all'asta il 29 novembre 1869. L'abitazione fu acquistata da John L. Pascoe e apparentemente affittata alla famiglia Ragland, precedentemente abitante a Richmond. Nel 1872 Nathaniel H. Ragland acquistò la proprietà per $1.250.
Il 1º gennaio 1891, la proprietà fu venduta dalla vedova Ragland per la somma di $10.000 al capitano Myron Dunlap di Niagara Falls. Myron Dunlap e alcuni speculatori esaminarono due o tre progetti miranti a far fruttare il capitale impegnato sfruttando la notorietà dell'edificio e una di queste idee riguardava lo smantellamento della casa e il suo trasferimento a Chicago, Illinois per esibirla in occasione dell'Esposizione Mondiale Colombiana del 1893. Furono presi in considerazione disegni accuratamente realizzati, compreso il sollevamento dell'abitazione e le specifiche dei materiali coinvolti, e la casa fu smontata e approntata per la spedizione, ma a causa di problemi di liquidità e di problemi legali il piano non divenne mai operativo. L'abitazione rimase smantellata e impacchettata, preda per cinquanta anni di vandali, collezionisti e degli agenti atmosferici.

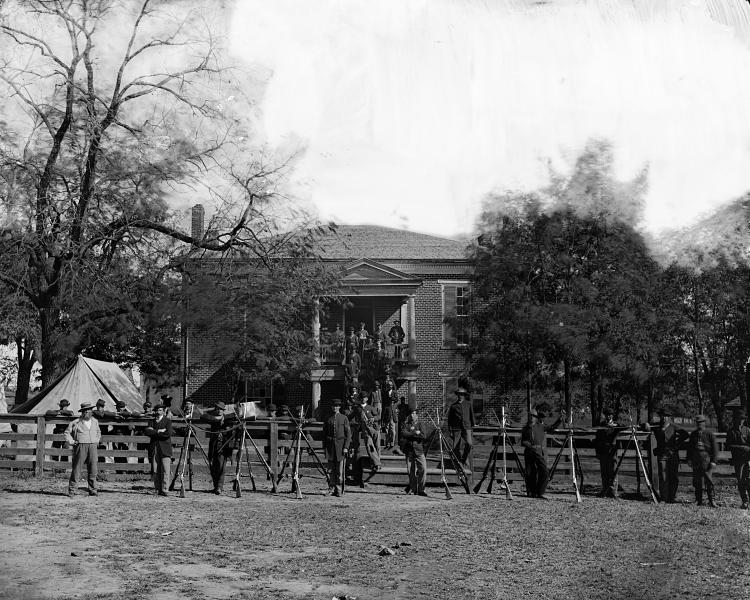
Soldati federali nel cortile di casa McLean (aprile 1865)

Il 10 aprile 1940, l'Appomattox Court House National Historical Monument fu creato dal Congresso statunitense su una superficie di circa 3,9 km². Nel febbraio 1941, l'intervento archeologico fu avviato in sito ma, dopo aver raccolto dati e aver avviato una meticolosa ricostruzione ambientale il progetto si bloccò a seguito dell'intervento in guerra degli USA dopo l'attacco giapponese su Pearl Harbor del 7 dicembre 1941.
Dopo la fine della guerra il progetto fu subito ripreso con alta priorità. Il 25 novembre 1947, furono aperti i cantieri per i lavori della McLean House e in data 9 aprile 1949, 84 anni dopo lo storico incontro che aveva riunificato il Paese, la McLean House fu aperta per la prima volta al pubblico dal Servizio Nazionale dei Parchi. Robert E. Lee IV e il mag. gen. Ulysses S. Grant III tagliarono il nastro nella cerimonia d'inaugurazione il 16 aprile 1950, dopo un discorso del Premio Pulitzer per la Storia, Douglas Southall Freeman, di fronte a una folla di circa 20.000 persone.